# Michael Coveney
Pour les articles homonymes, voir Coveney.
Michael Coveney, né le 24 juillet 1948 à Londres, est un journaliste britannique, critique de cinéma et de théâtre.